# Andreas Åbyholm
Andreas Åbyholm, né le 16 janvier 1970, est un joueur de squash représentant la Norvège. Il est champion de Norvège à 5 reprises de 1989 à 1994. 
Avec son frère Johan Åbyholm et sa sœur Astrid Åbyholm également joueurs de squash et champions de Norvège, il domine les années 1990.

## Palmarès

### Titres
- Championnats de Norvège: 5 titres (1989-1991, 1993-1994)